# خرس‌های بدخبر
خرس‌های بدخبر به (به انگلیسی: Bad News Bears) فیلمی است آمریکایی ساخته ریچارد لینکلیتر کارگردان آمریکایی که یک بار نامزد جایزه اسکار بهترین فیلمنامه برای فیلم پیش ار غروب شده است.

## خلاصه
موریس باترمیکر که سابقاً برای سالها در لیگ بیسبال بازی می‌کرده اکنون مربی الکلی تیم بیسبال «خرس‌ها» می‌باشد. این تیم شامل چند بازیکن کم سن و سال است که بد بازی می‌کنند اما خواهان کسب پیروزی در مسابقات هستند. موریس برای اینکه وضع تیم را سر و سامانی دهد دو بازیکن تازه استخدام می‌کند و با آمدن ایندو تیم خرسها جان تازه‌ای می‌گیرد.